# Mycoplasma californicum
Mycoplasma californicum è una specie di batterio appartenente alla famiglia delle Mycoplasmataceae.